# Спикер Сената Канаде
Спикер Сената Канаде или предсједник Сената Канаде (енгл. Speaker of the Senate of Canada, фр. Président du Sénat du Canada) предсједавајући је Сената, горњег дома Парламента Канаде.
Главна дужност спикера је да предсједава Сенатом и да га представља и заступа у земљи и у иностранству. За разлику од спикера Дома комуна, он може редовно гласати (а не само при једнакој подјели гласова). Такође, од њега се не очекује да буде нестраначки функционер (по узору на некадашњег британског лорда канцелара). Сенатори се не обраћају непосредно спикеру (као што је то случај са спикером Дома комуна) већ Сенату у цјелини. Обраћају се са Honourable Senators/Honorables Sénateurs умјесто Mr. Speaker/Monsieur le Président.
Спикера не бирају сенатори већ га именује генерални гувернер Канаде (на предлог премијера). Спикер по протоколу има ранг након генералног гувернера, премијера и главног судије.